# Tamás Darnyi
Tamás Darnyi, född 3 juni 1967 i Budapest, är en ungersk före detta simmare.
Darnyi blev olympisk guldmedaljör på 200 meter och 400 meter medley vid sommarspelen 1988 i Seoul.